# Korporacija
Korporacija (lat. corpus = telo; ang. Corporation, nem. Körperschaft, Kapitalgesellschaft, Aktiengesellschaft, Handelsgesellschaft) je najrazvitejša oblika kapitalskih družb. Predstavlja eno od najpogostejših pravnih oblik velikih gospodarskih družb.
Korporacija je gospodarska organizacija, sestavljena iz več istovrstnih ali sorodnih podjetij, združenih zaradi skupnih gospodarskih ciljev in povečanih učinkov na trgu. Ima številne prednosti v primerjavi z drugimi oblikami gospodarskih družb, posebej glede na poslovni rizik, ker v primeru stečaja (bankrota) korporacije lastnik delnic izgubi samo svoj v delnice vloženi kapital.

## Pravni položaj
Korporacija je kapitalska družba, ki sredstva za ustanovitev in redno poslovanje pridobiva z izdajo delnic.
Denarni vložek, potreben za ustanovitev in delovanje se imenuje osnovna glavnica, ki se deli na določeno število delnic. Imetniki delnic so delničarji, ki so lastniki korporacije, zato je korporacija največkrat ustanovljena kot delniška družba. V velikih mednarodnih korporacijah je lahko več sto tisoč delničarjev, v nekaterih tudi več kot milijon. Povezovanje v korporacijo je ena od najbolj uspešnih načinov pridobivanja kapitala, posebej v tistih dejavnostih, kjer narava proizvodnega procesa zahteva veliko kapitala. Korporacije imaju dodelano notranjo organizacijsko strukturo, z večjim številom hčerinskih in odvisnih podjetij, pogosto v več državah.

## Korporativno upravljanje

### Definicija
Korporativno upravljanje je sistem mehanizmov nadzora, s katerim vsi dobavitelji kritičnih virov zagotavljajo povračilo svojih naložb, pri čemer pazijo, da ne ogrožajo dolgoročne blaginje in preživetja poslovnega sistema oziroma korporacije. Korporativno upravljanje je področje, ki se ukvarja z odnosi v vodstvenih strukturah ter z odnosi družbe z vsemi pomembnimi interesno-vplivnimi skupinami.
Osnovno merilo je upravljanje gospodarskih družb v njeni sestavi z večinskim lastništvom delnic teh družb. Velike korporacije se glede na kompleksnost svoje strukture približujejo procesom »divizionizacije organizacijske strukture in decentralizacije upravljanja« ter oblikovanju relativno avtonomnih enot po dejavnostih, profitnih centrih in strateških poslovnih enotah, da bi se izognili njihovi veliki počasnosti in spodbujali prilagajanje zahtevam okolja, v katerem delujejo.
Korporacije, še posebej največje, imajo na stotine in celo več lokalnih podjetij, po vsem svetu. Vsa ta lokalna podjetja so združena v manjše ali večje število poslovnih področij (branž). Eno poslovno področje lahko združuje veliko število tovarn iz različnih držav, ki so povezane z določenim poslovnim področjem.

### Problem koncentracije lastništva
Opravljene raziskave o »koncentraciji lastništva« kažejo na ponekod nizko stopnjo ločenosti lastništva in nadzora v podjetjih. Visoka koncentracija lastništva v večini primerov onemogoča primerno obnašanje menedžmenta v smislu uporabe nadzora za lastno korist. Vendar ima visoka koncentracija lastništva svojo ceno – veliki lastniki z deleži, ki zagotavljajo nadzor, lahko sledijo osebnim interesom na račun drugih interesno-vplivnih skupin, predvsem pa na račun malih delničarjev.

### Področja korporativnega upravljanja
Področje korporativnega upravljanja zajema pravni okvir in prakso odločanja v nadzornih svetih in upravah gospodarskih družb, različne vidike korporativnih financ, zakone, ki urejajo poslovanje z vrednostnimi papirji, stečajno pravo, zakone, ki urejajo poslovanje finančnih institucij, delovna razmerja, pogodbeno pravo in teorijo, lastninske pravice, sisteme nadomestil ter interne informacijske in nadzorne sisteme.

### Kodeks korporativnega upravljanja
Globalne korporacije se zavedajo pomena odgovornega in etično zasnovanega ravnanja poslovnih subjektov v gospodarstvu; delno na lastno pobudo, pa tudi na priporočilo Organizacije za gospodarsko sodelovanje in razvoj (OECD), so sprejele etični kodeks poslovanja, v katerem so se zavezale, da bodo v vseh svojih poslovnih odnosih spoštovale etična načela, sprejele so zavezo, da bodo delovale v skladu z načeli odgovornosti, resnicoljubnosti, učinkovitosti, transparentnosti, kakovosti, ravnanju v dobri veri ter spoštovanja dobrih poslovnih običajev do poslovnih partnerjev, poslovnega in družbenega okolja ter svojih zaposlenih.